# SymplyOS
SymplyOS est un système d'exploitation libre (respectant les 4 libertés au sens strict précisées par la FSF), dérivé d'OpenSUSE.
Ce système d'exploitation est distribué en live-CD, ce qui permet de le tester et de vérifier la compatibilité technique du système avant de l'installer.